# Liste der Naturdenkmäler im Landkreis Donau-Ries
Grundlage der Tabelle ist die amtliche Liste der Unteren Naturschutzbehörde im Landkreis Donau-Ries mit derzeit 124 aufgeführten Naturdenkmälern, weitere 24 Nummern nach interner Nummerierung sind entweder ungelistet oder abgegangen oder nicht aufgeführt.
| Name                                                  | Bild | Kennung                                                                                   | Einzelheiten | Position | Fläche Hektar            | Datum        |
| ----------------------------------------------------- | ---- | ----------------------------------------------------------------------------------------- | --- | -------- | ------------------------ | ------------ |
| Anhauser Weiher                                       |      | ND-06553 interne Kennnummer=74 WDPA: 555537874                                            | Alerheim, Gemarkung Bühl Gewässer                                                                                | ⊙        | 10; davon 5 Wasserfläche |              |
| 4-griffige Eiche                                      |      | ND-06554 interne Kennnummer=59                                                            | Amerdingen 3-stämmige Eiche sowie angew. Nebenstamm, Umfang in 1 m Höhe 8,09 m                                   | ⊙        |                          |              |
| Trassbruch an der Kapellstraße                        |      | ND-06555 interne Kennnummer=129                                                           | Amerdingen Steinbruch, Kapellenstraße                                                                            | ⊙        | ~ 0,8                    |              |
| Halbtrockenrasen an der Bahnlinie Hamlar-Genderkingen |      | ND-06661 interne Kennnummer=130                                                           | Asbach-Bäumenheim, Gemarkung Hamlar Wiese                                                                        | ⊙        | ~ 3,26                   |              |
| 3 Linden bei einem Keller                             |      | ND-06556 interne Kennnummer=08                                                            | Auhausen Baumgruppe                                                                                              | ⊙        |                          |              |
| Akazie am Pfarrhaus                                   |      | ND-06664 interne Kennnummer=127                                                           | Auhausen Baum, Klosterhof 4                                                                                      | ⊙        |                          |              |
| Linde am Kriegerdenkmal                               |      | ND-06665 interne Kennnummer=128                                                           | Auhausen Baum am Kriegerdenkmal, Klosterstraße 23                                                                | ⊙        |                          |              |
| Erzgruben im Meilenhard                               |      | ND-06558 interne Kennnummer=79                                                            | Daiting, am Meilenhart                                                                                           | ⊙        |                          |              |
| Sternschanze                                          |      | ND-06561 interne Kennung:80                                                               | Donauwörth, Promenade, Sternschanzenkapelle Schlachtfeld der Schlacht am Schellenberg vom 2. Juli 1704           | ⊙        |                          |              |
| Mangoldfelsen                                         |      | ND-06564 interne Kennung:81                                                               | Donauwörth, Promenade, Mangoldfelsen Felsen, ehem. Burgstall                                                     | ⊙        |                          |              |
| Alte Eiche am Schweizerhof                            | BW   |                                                                                           | Donauwörth, Schäfstall Eindrucksvoller Großbaum mit einzigartigem Wuchs                                          | ⊙        |                          | 16. Mai 2024 |
| Kalvarienberg                                         |      | ND-06565 interne Kennung:82                                                               | Donauwörth, Wörnitzstein mit Kapelle, Auswurf des Ries-Impakt, Geotop, Denkmal D-7-79-131-118                    | ⊙        |                          |              |
| Alte Eiche, Hindenburgeiche                           |      | ND-6564 interne Kennung:124                                                               | Donauwörth, Wörnitzstein Baum                                                                                    | ⊙        |                          |              |
| Verlandungsinsel Baggersee Siegelwörth                |      | ND-06562 Interne Kennnummer:131                                                           | Donauwörth, Zusum Gewässerverlandung                                                                             | ⊙        |                          |              |
| Felsentor                                             | BW   | ND-06569 Interne Kennnummer:11                                                            | Ederheim, Christgarten                                                                                           | ⊙        | ~ 0,025                  |              |
| Hohlensteinhöhle                                      |      | ND-06567 Interne Kennnummer:16                                                            | Ederheim | ⊙        |                          |              |
| Höhle in der Hölle                                    | BW   | ND-06566 Interne Kennnummer:13                                                            | Ederheim | ⊙        |                          |              |
| Wacholderheide bei Ruine Niederhaus                   |      | ND-06568 Interne Kennnummer:51                                                            | Ederheim, Gem. Hürnheim                                                                                          | ⊙        | ~1,5                     |              |
| Steinlinde                                            | BW   | ND-06571 Interne Kennnummer:15                                                            | Ehingen am Ries Baum                                                                                             | ⊙        |                          |              |
| Taubenstein-Felsen                                    | BW   | ND-06660 interne Kennnummer:16                                                            | Forheim Felsen                                                                                                   | ⊙        |                          |              |
| Baumgruppe mit Kreuz                                  |      | ND06575 Interne Kennnummer:19                                                             | Fremdingen, Herblingen                                                                                           | ⊙        |                          |              |
| Friedenseiche                                         |      | ND-06573 interne Kennnummer:31                                                            | Fremdingen, Schopflohe Solitäreiche                                                                              | ⊙        |                          |              |
| Baumgruppe am „Keller“                                |      | ND-06572 interne Kennnummer:30                                                            | Fremdingen, Schopflohe 7 Linden                                                                                  | ⊙        |                          |              |
| Kastaniengruppe                                       |      | ND06574 interne Kennnummer: 67                                                            | Fremdingen | ⊙        |                          |              |
| 2 Steinlinden an der Peterkapelle - 1 Linde           |      | ND-06576 interne Kennnummer: 68                                                           | Fremdingen nördl. Uttenstetten an der Peterskapelle, Stand 2017: 1 Baum                                          | ⊙        |                          |              |
| Segloher Moor                                         |      | ND-06658 interne Kennnummer: 132                                                          | Fremdingen, Seglohe Moorgebiet                                                                                   | ⊙        |                          |              |
| Robinie                                               |      | ND-06577 Interne Kennnummer:17                                                            | Hainsfarth Baum                                                                                                  | ⊙        |                          |              |
| 2 Linden am „Ruckbauerkreuz“                          |      | ND-06578 Interne Kennnummer:18                                                            | Hainsfarth 2 Bäume                                                                                               | ⊙        |                          |              |
| Linde                                                 |      | ND-06579 Interne Kennnummer:61                                                            | Hainsfarth | ⊙        |                          |              |
| Rollenberg                                            |      | ND-06590 interne Kennnummer:37 WDPA: 555521812                                            | Harburg (Schwaben), Hoppingen Auswurfgebirge des Riesimpakt mit typischem Trockenrasenbewuchs und Wacholderheide | ⊙        |                          |              |
| 2 Pappeln, 2 Eschen                                   |      | ND-07084                                                                                  | Harburg (Schwaben), Großsorheim 1 Pappel (!)                                                                     | ⊙        |                          |              |
| Wacholderrasen auf dem Bock                           |      | ND-06593 Interne Kennnummer:53 WDPA: 555521812                                            | Harburg (Schwaben), Großsorheim                                                                                  | ⊙        |                          |              |
| Kräuterranken                                         |      | ND-06591 Interne Kennnummer:58                                                            | Harburg (Schwaben), Heroldingen                                                                                  | ⊙        |                          |              |
| Karstquelle Brünsee                                   |      | ND-06592 Geotop 779Q002 Interne Kennnummer:78                                             | Harburg (Schwaben), Brünsee                                                                                      | ⊙        |                          |              |
| Rauhe Burg „Rauhe Birk“                               |      | ND-06592 Geotop 779R005 Interne Kennnummer:78                                             | Harburg (Schwaben), Ebermergen                                                                                   | ⊙        |                          |              |
| Buche am Gschlatt                                     |      | ND-06666 Interne Kennnummer:86                                                            | Harburg (Schwaben), Ebermergen                                                                                   | ⊙        |                          |              |
| Wedelbuck                                             |      | ND-07088 interne Kennnummer: 96 WDPA: 555521812                                           | Harburg (Schwaben)                                                                                               | ⊙        | 1,5                      |              |
| Bierweg: Lindenallee                                  |      | ND-06588 interne Kennnummer: 97 WDPA: 555521812                                           | Harburg (Schwaben)                                                                                               | ⊙        |                          |              |
| Wöllwarth                                             |      | ND-06570 Geotop 779R005 Bodendenkmal D-7-7230-0022 interne Kennnummer: 98 WDPA: 555521812 | Harburg (Schwaben)                                                                                               | ⊙        | 0,2                      |              |
| Burgberg; Schloßberg; Felsmassiv mit der Harburg      |      | ND-06587 Interne Kennnummer: 99 WDPA: 555521812                                           | Harburg (Schwaben)                                                                                               | ⊙        |                          |              |
| Hüllenloch; Fischerholz                               |      | ND-06586 Geotop: 779R003 Interne Kennnummer: 100                                          | Harburg (Schwaben)                                                                                               | ⊙        |                          |              |
| Römerbad                                              |      | ND-06584 interne Kennnummer: 104                                                          | Harburg (Schwaben), Mauren (Harburg)                                                                             | ⊙        | ~0,5                     |              |
| Wichteleshöhle                                        |      | ND-06583 interne Kennnummer: 109                                                          | Harburg (Schwaben), Mündling                                                                                     | ⊙        |                          |              |
| Kapellenlinden                                        |      | ND-06582 interne Kennnummer: 134                                                          | Harburg (Schwaben), Mündling                                                                                     | ⊙        |                          |              |
| Eiche am Baldisweiler                                 |      | ND-06585                                                                                  | Harburg (Schwaben), Mauren                                                                                       | ⊙        |                          |              |
| Lindenallee an der Burgstraße                         |      | ND-07091 interne Kennnummer:134 WDPA: 555521812                                           | Harburg (Schwaben)                                                                                               | ⊙        |                          |              |
| „Gemeindeteile Niederaltheim“, Karlshof               |      | ND-06594 interne Kennnummer:135                                                           | Hohenaltheim, Niederaltheim                                                                                      | ⊙        |                          |              |
| Linde                                                 |      | ND-06595 interne Kennnummer: 77                                                           | Holzheim (Landkreis Donau-Ries), Bergendorf (Holzheim) Baum                                                      | ⊙        |                          |              |
| Föhrengruppe                                          |      | ND-06597 interne Kennnummer: 90                                                           | Huisheim, Gosheim Baumgruppe                                                                                     | ⊙        |                          |              |
| Schwalbtal Matthesmühle                               |      | ND-7083 interne Kennnummer: 137                                                           | Huisheim, Gosheim (Huisheim) Bachtal                                                                             | ⊙        |                          |              |
| Findling                                              | BW   | ND-7073 interne Kennnummer: 95                                                            | Kaisheim, Gunzenheim Findling                                                                                    | ⊙        |                          |              |
| 3 Kastanien am Herrgöttle                             |      | ND-7073 interne Kennnummer: 102 WDPA: 555521856                                           | Kaisheim, Leitheim Baumgruppe                                                                                    | ⊙        |                          |              |
| Baumgruppe an der Mauchbrücke                         |      | ND-06599 interne Kennnummer: 22                                                           | Maihingen 2 Eichen an der Mauchbrücke                                                                            | ⊙        |                          |              |
| Baumgruppe an der alten Kapelle                       |      | ND-06600 interne Kennnummer: 23                                                           | Maihingen 2 Linden                                                                                               | ⊙        |                          |              |
| Baumgruppe an der Hauptstraße, 2 Linden               |      | ND-07074 interne Kennnummer: 24                                                           | Maihingen 1 Linde                                                                                                | ⊙        |                          |              |
| Baumgruppe an der alten Kapelle                       |      | ND-07072 interne Kennnummer: 38                                                           | Marktoffingen 2 Linden                                                                                           | ⊙        |                          |              |
| 2 Linden an der alten Kapelle                         |      | ND-0 interne Kennnummer: 66                                                               | Marktoffingen, Minderoffingen 2 Linden an der alten Kapelle                                                      | ⊙        |                          |              |
| Alte Eiche                                            |      | ND-07092 interne Kennnummer: 88 WDPA: 555521856                                           | Marxheim, Gansheim 1 alte Eiche                                                                                  | ⊙        |                          |              |
| 14 alte Linden                                        |      | ND-06603 interne Kennnummer: 93 WDPA: 555521856                                           | Marxheim, Graisbach Baumgruppe                                                                                   | ⊙        |                          |              |
| Gerichtslinde                                         |      | ND-06602 interne Kennnummer: 94 WDPA: 555521856                                           | Marxheim, Graisbach Gerichtslinde in Baumgruppe                                                                  | ⊙        |                          |              |
| Altwasser mit Ruine                                   |      | ND-06601 interne Kennnummer: 103 WDPA: 555521856                                          | Marxheim Gewässer                                                                                                | ⊙        |                          |              |
| 3 Linden an der Kapelle                               |      | ND-06605 interne Kennnummer: 65                                                           | Megesheim Baumgruppe, an der Friedhofskapelle                                                                    | ⊙        |                          |              |
| „?“                                                   | BW   | ND-0660? interne Kennnummer: 65                                                           | Megesheim Baum, amtl. Topograf. Karte enth                                                                       | ⊙        |                          |              |
| 1 Linde                                               | BW   | ? interne Kennnummer: ?                                                                   | Megesheim im SO, in amtl. Topograf. Karte verzeichnet                                                            | ⊙        |                          |              |
| Moorwiese                                             |      | ND-06608 interne Kennnummer: 83                                                           | Mertingen, Druisheim                                                                                             | ⊙        |                          |              |
| Moorwiese                                             |      | ND-06607 interne Kennnummer: 84                                                           | Mertingen, Druisheim                                                                                             | ⊙        |                          |              |
| Galgeneichen                                          |      | ND-06606 interne Kennnummer: 105                                                          | Mertingen | ⊙        |                          |              |
| Gerichtslinde, Thinglinde                             |      | ND-06609 interne Kennnummer: 40                                                           | Mönchsdeggingen                                                                                                  | ⊙        |                          |              |
| Friedenslinde                                         |      | ND-06610 interne Kennnummer: 42                                                           | Mönchsdeggingen                                                                                                  | ⊙        |                          |              |
| 6 Linden am Kirchsteig                                |      | ND-06612 interne Kennnummer: 55                                                           | Mönchsdeggingen                                                                                                  | ⊙        |                          |              |
| Kühstein                                              |      | ND-06614 Geotop: 779R008 interne Kennnummer: 57                                           | Mönchsdeggingen                                                                                                  | ⊙        |                          |              |
| Spitzenberg                                           |      | ND-06613 interne Kennnummer: 64                                                           | Mönchsdeggingen, Untermagerbein Felsen, Trockenrasen                                                             | ⊙        |                          |              |
| Baumgruppe an der Kreuzlesbrücke                      |      | ND-06611 interne Kennnummer: 54                                                           | Mönchsdeggingen Baumgruppe an Brücke über den Bautenbach; mit Kreuz                                              | ⊙        |                          |              |
| Schloßbergle                                          |      | ND-06625 interne Kennnummer: 101                                                          | Monheim (Schwaben), Itzing Felsen                                                                                | ⊙        |                          |              |
| Äbtissinnenweiher                                     |      | ND-06624 interne Kennnummer: 106                                                          | Monheim (Schwaben) Gewässer                                                                                      | ⊙        |                          |              |
| Alte Eiche                                            |      | ND-06623 interne Kennnummer: 107                                                          | Monheim (Schwaben) Baum                                                                                          | ⊙        |                          |              |
| 3 alte Eichen                                         |      | ND-06617 interne Kennnummer: 107                                                          | Monheim (Schwaben) Baumgruppe                                                                                    | ⊙        |                          |              |
| 3 Linden am Dorfweiher                                |      | ND-06618 interne Kennnummer: 115                                                          | Monheim (Schwaben), Rehau (Monheim) 2 alte Linden am Dorfweiher                                                  | ⊙        |                          |              |
| Griesblöcke                                           |      | ND-06620 interne Kennnummer: 116                                                          | Monheim (Schwaben), Rehau (Monheim) Felsen                                                                       | ⊙        |                          |              |
| 3 Linden                                              |      | ND-06622 interne Kennnummer: 117                                                          | Monheim (Schwaben), Rehau (Monheim) Baumgruppe                                                                   | ⊙        |                          |              |
| Pumperloch E von Otting                               |      | ND-06619 Geotop: 779H002 interne Kennnummer: 120                                          | Rehau (Monheim), Weilheim Tropfsteinhöhle in Privateigentum, unsicher!                                           | ⊙        |                          |              |
| Opferstein                                            | BW   | ND-06621 Geotop: interne Kennnummer: 121                                                  | Rehau (Monheim), Monheim Felsen, Privateigentum                                                                  | ⊙        |                          |              |
| Hexenküche Kaufertsberg                               |      | ND-06615 Geotop: 779R007 interne Kennnummer: 07                                           | Möttingen, Appetshofen Felsen                                                                                    | ⊙        |                          |              |
| Westhang des Hahnenberges                             |      | ND-06616 interne Kennnummer: 60                                                           | Möttingen, Appetshofen Felsen                                                                                    | ⊙        |                          |              |
| Riedgraben                                            |      | ND-06626 interne Kennnummer: 48 WDPA: 555521815                                           | Munningen, Laub Flora des Riedgrabens                                                                            | ⊙        |                          |              |
| Rohrach mit Baumbeständen                             |      | ND-06627 interne Kennnummer: 70                                                           | Munningen, Laub Gewässer mit Uferbewuchs                                                                         | ⊙        |                          |              |
| Ötzheide                                              |      | ND-06687 interne Kennnummer: 147                                                          | Münster (Lech) Lechheide-Fläche                                                                                  | ⊙        |                          |              |
| Stieleiche im Forst Oberndorf                         | BW   | ND-0668? interne Kennnummer: 145 WDPA: 555521856                                          | Niederschönenfeld, Feldheim Baum                                                                                 | ⊙        |                          |              |
| Eiche im Forst Oberndorf                              | BW   | ND-06687 interne Kennnummer: 147 WDPA: 555521856                                          | Niederschönenfeld, Feldheim Baum                                                                                 | ⊙        |                          |              |
| Saubrunnen                                            |      | ND-06630 interne Kennnummer: 3                                                            | Nördlingen Gewässer, Quelle                                                                                      | ⊙        |                          |              |
| Galgenberg, Hexenfelsen                               |      | ND-06596 interne Kennnummer: 4                                                            | Nördlingen Süsswasserfelsen                                                                                      | ⊙        |                          |              |
| Offnethöhlen                                          |      | ND-07089 Geotop: 779H001 interne Kennnummer: 20 WDPA: 555521812                           | Nördlingen, Holheim Felsenhöhlen                                                                                 | ⊙        |                          |              |
| Esche                                                 | BW   | ND-06635 interne Kennnummer: 26                                                           | Nördlingen, Nähermemmingen Esche an der Bruckmühle                                                               | ⊙        |                          |              |
| Lindenallee Sandberg                                  |      | ND-06632 interne Kennnummer: 35 WDPA: 555521812                                           | Nördlingen, Herkheim Baumgruppe, Allee                                                                           | ⊙        |                          |              |
| Linde bei der Lohmühle                                | BW   | ND-06634 interne Kennnummer: 42                                                           | Nördlingen, Nähermemmingen Baum                                                                                  | ⊙        |                          |              |
| Lindengruppe + Kastanie                               | BW   | ND-06631 interne Kennnummer: 43                                                           | Nördlingen Baumgruppe am jüdischen Friedhof                                                                      | ⊙        |                          |              |
| 3 Linden                                              |      | ND-06633 interne Kennnummer: 49 WDPA: 555521812                                           | Nördlingen, Holheim 2 Linden „Auf dem Kampf“                                                                     | ⊙        |                          |              |
| Wacholdersträucher auf dem Allbuck                    | BW   | ND-06636 interne Kennnummer: 56 WDPA: 555521812                                           | Nördlingen, Schmähingen Trockenrasenhänge mit Wacholder                                                          | ⊙        |                          |              |
| Schwarzföhre bei der Alten Bastei                     | BW   | ND-07300                                                                                  | Nördlingen Baum                                                                                                  | ⊙        |                          |              |
| Eiche im Forstrevier Oberndorf                        | BW   | ND-07085 interne Kennnummer: 148                                                          | Oberndorf am Lech Baum                                                                                           | ⊙        |                          |              |
| Baumgruppe an der Kapelle Weisses Kreuz               |      | ND-06637 interne Kennnummer: 27                                                           | Oettingen in Bayern Baumgruppe an Kapelle, nördlich an B466 Richtung Nördlingen                                  | ⊙        |                          |              |
| 3 Eichen am Mühlweiher                                | BW   | ND-06638 interne Kennnummer: 112                                                          | Otting | ⊙        |                          |              |
| 1 Linde                                               | BW   | ND-07071 interne Kennnummer: 113                                                          | Otting | ⊙        |                          |              |
| 1 Linde, 2 weitere Linden                             |      | ND-07090 interne Kennnummer: 89                                                           | Rain (Lech), Gempfing 4 -!- Linden                                                                               | ⊙        |                          |              |
| Linde                                                 |      | ND-06640 interne Kennnummer: 89                                                           | Rain (Lech), Staudheim Baum                                                                                      | ⊙        |                          |              |
| Orchideenwiese Kittelmühle                            |      | ND-06655 interne Kennnummer: 139                                                          | Rain (Lech), Unterpeiching Wiese                                                                                 | ⊙        |                          |              |
| Linde                                                 |      | ND-06641 interne Kennnummer: 28                                                           | Reimlingen Baum                                                                                                  | ⊙        |                          |              |
| Verlandungsinsel Holzwörth                            |      | ND-06659 interne Kennnummer: 140                                                          | Tapfheim Gewässer                                                                                                | ⊙        |                          |              |
| Herrliche Eiche                                       |      | ND-06644 interne Kennnummer: 09                                                           | Wallerstein, Birkhausen Baum                                                                                     | ⊙        |                          |              |
| Wallersteiner Felsen                                  |      | ND-06642 interne Kennnummer: 33                                                           | Wallerstein Felsen                                                                                               | ⊙        |                          |              |
| Baumgruppe an der Birkhauser Straße                   | BW   | ND-06643 interne Kennnummer: 45                                                           | Wallerstein 2 Linden                                                                                             | ⊙        |                          |              |
| 2 Linden mit Kreuz                                    |      | ND-06645 interne Kennnummer: 63                                                           | Wallerstein, Birkhausen 2 Linden                                                                                 | ⊙        |                          |              |
| 3 Eichen mit 2 Hecken                                 | BW   | ND-06646 interne Kennnummer: 72                                                           | Wallerstein, Munzingen Baum- und Heckengruppe an der Straße nach Unterwilfingen                                  | ⊙        |                          |              |
| Bei den drei Bäumen                                   |      | ND-06648 interne Kennnummer: 46                                                           | Wechingen, Gemarkung Fessenheim Bei den 2 Eichen                                                                 | ⊙        |                          |              |
| Eiche in den Mähderwiesen                             |      | ND-06675 interne Kennnummer: 146                                                          | Wechingen, Gemarkung Fessenheim amtl.: Baum - vor Ort: Baumgruppe mit ehemal. 8 Eichen, Stand 2017: 7 Eichen     | ⊙        |                          |              |
| Dooskanal mit Spazierweg                              | BW   | ND-06649 interne Kennnummer: 123                                                          | Wemding Gewässer                                                                                                 | ⊙        |                          |              |
| Waldhain beim Riedgraben                              |      | ND-06656 interne Kennnummer: 141                                                          | Wemding, Amerbacherkreut Baumgruppe                                                                              | ⊙        |                          |              |
| Riedgebiet beim Riedgraben                            |      | ND-06657 interne Kennnummer: 73                                                           | Wemding, Amerbacherkreut Wemdinger Riedlandschaft                                                                | ⊙        |                          |              |
| Wemdinger Ried                                        |      | ND-06651 Geotop 7130-301 interne Kennnummer: 73                                           | Wemding, Amerbach Riedlandschaft zwischen Wemding-Amerbach und Munningen-Laub                                    | ⊙        |                          |              |
| Siegeslinde                                           |      | ND-06652 interne Kennnummer: 125                                                          | Wolferstadt Baum                                                                                                 | ⊙        |                          |              |
| Kiefernwäldchen bei Hagau                             |      | ND-06654 interne Kennnummer: 143                                                          | Wolferstadt Baumgruppe                                                                                           | ⊙        |                          |              |
| Legende für Naturdenkmal                              |      |                                                                                           | |          |                          |              |